# 神西郡
神西郡（日语：／ Jinsai gun */?）是過去位於兵庫縣中部的郡，已於1896年4月1日與神東郡合併為神崎郡。
過去的範圍包括現在的姬路市東北部的一小部分地區、福崎町西半部市川以西地區、市川町西半部市川以西地區、神河町西半部地區、朝來市西南部的一小部分地區。

## 歷史
在令制國時代屬於播磨國，最初屬於神崎郡一部分，但後來被分割為神東郡及神西郡兩郡。19世紀末江戶時代結束之際，神西郡主要屬於姬路藩、福本藩和幕府領地。
隨著1868年幕府的結束及接著實施的廢藩置縣政策，曾分別先後隸屬府中裁判所、久美濱縣、生野縣、兵庫縣、姬路縣、鳥取縣，1871年全數被整併到飾磨縣內，1876年再次整併後屬於兵庫縣。
1879年實施郡區町村編制法，正式的設置了近代的行政區劃「神西郡」，但是與神東郡共同設置「神東神西郡役所」，郡役所設於屋形村（位於現在的市川町），直到1896年兩郡直接合併為神崎郡。

### 沿革

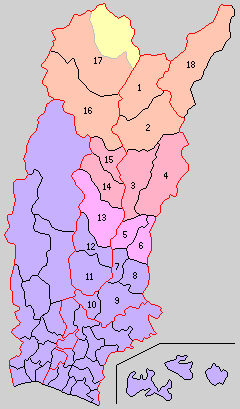
1889年神西郡轄下的行政區劃
11.香呂村 12.中寺村 13.福崎村 14.甘地村 15.鶴居村 16.寺前村 17.長谷村
（紫色：現屬姬路市、黄色：現屬朝來市、桃色：現屬福崎町、紅色：現屬市川町、橙色：現屬神河町、1 - 10屬於神東郡、18屬於多可郡）

- 1889年04月1日：實施町村制，神西郡下設：香呂村（日语：香呂村）、中寺村（日语：中寺村）、福崎村、甘地村（日语：甘地村）、鶴居村（日语：鶴居村 (兵庫県)）、寺前村（日语：寺前村）、長谷村（日语：長谷村 (兵庫県神崎郡)）。（7村）
- 1896年07月1日：神西郡和神東郡合併為神崎郡，同時實施郡制（日语：郡制），設立郡參事會（日语：郡参事会）。